# بری دنن
بری دنن (انگلیسی: Barry Dennen؛ زادهٔ ۲۲ فوریهٔ ۱۹۳۸‌ – درگذشتهٔ ۲۶ سپتامبر ۲۰۱۷) خواننده، و هنرپیشه اهل ایالات متحده آمریکا بود. وی از سال ۱۹۶۸ میلادی تا ۲۰۱۷ مشغول فعالیت بوده‌است.
از فیلم‌ها یا برنامه‌های تلویزیونی که وی در آن نقش داشته‌است، می‌توان به درخشش، سوپرمن ۳، بلور تاریک، برانیگان، عیسی مسیح سوپراستار و مجموعه‌های تلویزیونی بو ژست، آکسبریج بلوز و اوپنهایمر اشاره کرد.